# Eljárástechnika
Az eljárástechnika
az anyagátalakulási és anyagátadási folyamatokkal foglalkozó műszaki tudomány, melynek részterületei: a mechanikai eljárástechnika, a termikus eljárástechnika, a kémiai eljárástechnika és a bioeljárástechnika.